# Predrag Prokić
Predrag Prokić (serbisch-kyrillisch Предраг Прокић; * 2. November 1982 in Belgrad) ist ein ehemaliger serbischer Radrennfahrer.

## Karriere
Predrag Prokić begann seine internationale Karriere 2005 bei dem serbischen Continental Team Aerospace Engineering Pro Equipe. In seinem ersten Jahr dort wurde er Dritter bei der nationalen Meisterschaft im Straßenrennen. In der Saison 2007 belegte er den dritten Platz in der Gesamtwertung der dominikanischen Vuelta a la Independencia Nacional und wurde erneut Dritter bei der serbischen Straßenmeisterschaft. 2008 wurde er serbischer Straßenmeister. Im Jahr darauf gewann er den nationalen Titel im Kriteriumsrennen.

## Erfolge
2008
- Serbischer Meister – Straßenrennen

2009
- Serbischer Meister – Kriterium

## Teams
- 2005 Aerospace Engineering Pro Equipe
- 2006 AEG Toshiba-Jetnetwork
- 2007 AEG Toshiba-Jetnetwork
- 2008 Toshiba-AEG
- 2010 Partizan Srbija